# Megalagrion adytum
Megalagrion adytum là một loài chuồn chuồn kim thuộc họ Coenagrionidae là loài đặc hữu của Hawaii. Môi trường sống tự nhiên của chúng là đầm lầy.